# Фивицано
Фивицано (итал. Fivizzano) је насеље у Италији у округу Маса-Карара, региону Тоскана.
Према процени из 2011. у насељу је живело 1323 становника. Насеље се налази на надморској висини од 339 м.

## Становништво
Према резултатима пописа становништва 2011. у општини је живело 8.267 становника.
| 1936.  | 1951.  | 1961.  | 1971.  | 1981.  | 1991.  | 2001. | 2011. |
| ------ | ------ | ------ | ------ | ------ | ------ | ----- | ----- |
| 18.724 | 16.582 | 14.461 | 11.808 | 11.128 | 10.258 | 9.174 | 8.267 |

## Партнерски градови
- Bir Gandus
- Штајнхаген